# Namibijska nogometna reprezentacija
Namibijska nogometna reprezentacija predstavlja državu Namibiju u nogometu. Pod vodstvom je Namibijskog nogometnog saveza člana CAF-a. Nikada se nisu plasirali na Svetsko prvenstvo, ali imaju tri nastupa na Afričkom kupu nacija. Sva tri puta natjecanje su završili u prvom krugu.

## Povijest
Nambija je svoju prvu utakmicu odigrala pod nazivom Jugozapadna Afrika 16. svibnja 1989. godine na domaćem terenu protiv reprezentacije susjedne Angole. Utakmica je završila porazom domaćina rezultatom 0:1. Dana 23. ožujka 1990. godine, samo dva dana nakon stjecanja neovisnosti od Južne Afrike, Nambija je bila domaćin reprezentaciji Zimbabvea i izgubila s 5:1. Prvu utakmicu u gostima odigrali su protiv Lesota 1. kolovoza 1992. kada su izgubili 2:0 od domaćina. Dana 17. svibnja 1998. godine Namibija je odigrala svoju prvu utakmicu izvan Afrike, bila je to prijateljska utakmica u Francuskoj protiv Saudijske Arabije (poraz od 2:1).
Na prvom COSAFA kupu održanome 1997. godine zauzeli su drugo mjesto iza Zambije. Isti uspjeh ponovili su i 1998. godine kada je u finalu od njih bila bolja reprezentacija Angole.

## Vanjske poveznice
- Namibija  Arhivirana inačica izvorne stranice od 21. kolovoza 2012. (Wayback Machine) na FIFA.com
- Službene stranice Nambijskog nogometnog savze  Arhivirana inačica izvorne stranice od 7. svibnja 2021. (Wayback Machine)